# Свейс, Антони
Антони Ахазуерус Хендрик Свейс (нидерл. Anthony Ahasuerus Hendrik Sweijs; 18 июля 1852, Амстердам — 30 сентября 1937, Роттердам) — нидерландский стрелок, бронзовый призёр летних Олимпийских игр 1900.
На Играх Свейс участвовал в соревнованиях по стрельбе из пистолета. В одиночном состязании он занял последнее 20-е место, набрав 310 очков. В командном его сборная заняла третье место, выиграв бронзовые медали.